# Лата (Соломоновы Острова)
Лата — город на Соломоновых Островах, административный центр провинции Темоту. В городе есть несколько гостиниц, почтамт, телефонное бюро и множество магазинов. В Лате есть небольшой аэродром. Осуществляются рейсы в Хониару, Макиру и на отдалённые острова. Процветает туризм: путешествия вокруг острова Нендо или рифов.
Лата является родиной топ-модели Кейси Причард.